# Festival Internacional de Curtas-Metragens em Drama
O Festival Internacional de Curtas-Metragens em Drama (grego:  Φεστιβάλ Ταινιών Μικρού Μήκους Δράμας) é um festival de cinema, que se realiza anualmente na cidade de Drama, na Grécia. Foi criado em 1978 e, desde 1996, é uma empresa municipal.

## Objetivos
Os objetivos do Festival são:
- Promover e divulgar a arte do cinema e, em particular, a das curtas-metragens, na Grécia e no estrangeiro.
- Desenvolver um espírito de amizade e cooperação entre cineastas de todo o mundo.
- Realizar, anualmente em setembro, um Festival Grego de Curtas-Metragens e um Festival Internacional de Curtas-Metragens.
- Organizar sessões de curtas-metragens gregas e estrangeiras; tributos de cinema, seminários, conferências, palestras e fóruns; exposições de arte; concertos de música; e apresentações teatrais, durante todo o ano, na cidade de Drama (Grécia) e no estrangeiro.
- Colaborar com instituições similares, tanto na Grécia como no exterior, para fomentar o desenvolvimento das curtas-metragens.